# هیروآکی ساکورای
هیروآکی ساکورای (انگلیسی: Hiroaki Sakurai؛ زادهٔ ۱۵ دسامبر ۱۹۵۸) کارگردان پویانمایی، نوازنده باس اهل ژاپن است.